# Win the Race
Win the Race – singel zapowiadający dziesiąty album niemieckiego zespołu Modern Talking, America. Singel został wydany 26 lutego 2001 roku przez firmę BMG.
Singel zawiera cztery utwory:
- Zremiksowaną wersję (wykonaną przez Scootera)
- Wokalną wersję (w całości wykonuje zespół Modern Talking)
- Wokalną wersję utworu znajdującego się w albumie America "Cinderella Girl"
- Instrumentalne wersje "Win the Race" i "Cinderella Girl".

## Lista utworów
CD-Maxi Hansa 74321 84311 2 (BMG) / EAN 0743218431128 26.02.2001
| Nr | Tytuł                                  | Długość |
| -- | -------------------------------------- | ------- |
| 1. | Win the Race (Radio Edit)              | 3:35    |
| 2. | Win the Race (Instrumental Version)    | 3:39    |
| 3. | Win the Race (Scooter Remix)           | 4:43    |
| 4. | Cinderella Girl                        | 3:34    |
| 5. | Cinderella Girl (Instrumental Version) | 3:34    |

## Listy przebojów (2001)
| Państwo    | Najwyższe miejsce |
| ---------- | ----------------- |
| Niemcy     | 5                 |
| Polska     | 13                |
| Austria    | 14                |
| Czechy     | 28                |
| Mołdawia   | 15                |
| Węgry      | 4                 |
| Łotwa      | 20                |
| Argentyna  | 16                |
| Szwecja    | 36                |
| Szwajcaria | 31                |
| Estonia    | 9                 |
| Rumunia    | 1                 |

## Autorzy
- Muzyka: Dieter Bohlen
- Autor tekstów: Dieter Bohlen
- Wokalista: Thomas Anders
- Producent: Dieter Bohlen
- Aranżacja: Dieter Bohlen
- Współproducent: Axel Breitung
- Remiks utworu 3: Scooter